# Йохан IV фон Брукен
Йохан IV фон Брукен (на немски: Johann IV von Bruck, Ritter/Johann IV von Brucken, Herr zu Hunsingen; † 1333) е рицар от род „фон Брукен“ и господар на Хунзинген.
Той е син на рицар Валтер фон Брукен († 1299) и съпругата му Елизабет († сл. 1299). Внук е на Фридрих фон Брукен († 1258) и съпругата му Елизабет († 1291). Потомък е на Валтер фон Брук († сл. 1159). Брат е на Фридрих фон Брук († сл. 1277).

## Фамилия
Йохан IV фон Брукен се жени за фон Хоен-Лимбург. Те имат децата:
- Кунигунда фон Брукен († 13 септември 1357), омъжена за шенк Конрад V фон Ербах-Ербах († 1381)
- Агнес фон Брюкен († 1370), омъжена I. за Андрé де Паройе († сл. 1325), II. за Лиéбод де Бофремонт, сеньор на Сойе († сл. 1388)
- Йохан V фон Брюкен († 1 юли 1375), господар на Хунзинген и Дагщул, женен пр. 10 май 1353 г. за Аделхайд фон Зирк, дъщеря на Арнолд V фон Зирк „Млади“ († 1371) и Аделхайд фон Саарбрюкен († сл. 1345)
- дъщеря фон Брук († сл. 1333)
- Валтер фон Брук († пр. 1337)
- Анна фон Брук († 22 май 1370), омъжена за Конрад VI фон Ербах († сл. 1390)

Йохан IV фон Брукен се жени втори път за Анна? фон Хенеберг. Бракът е бездетен.
Йохан IV фон Брукен се жени трети път пр. 1332 г. за Елизабет фон Варсберг-Саарбрюкен-Дагщул († сл. 23 декември 1345), внучка на Боемунд I фон Саарбрюкен († 1308), дъщеря на рицар Боемунд II фон Саарбрюкен–Дагщул († 1339) и Агнес фон Финстинген-Шваненхалс († сл. 1331), дъщеря на Хуго I фон Финстинген († сл. 1304). Бракът е бездетен.
Елизабет фон Саарбрюкен се омъжва втори път пр. 1333 г. за Хайнрих VIII фон Флекенщайн Млади († между 24 декември 1347 и 28 февруари 1348).